# Тејлор Спрејтлер
Тејлор Данијела Спрејтлер (енгл. Taylor Danielle Spreitler; Хатисберг 23. октобар 1993) је америчка глумица. Најпознатија је по улогама у Тв серијама, као што су Дани наших живота (2009−2010), Мелиса и Џој (2010−2015) и Кевин може да чека (2016−2018).
Што се туче филмских остварења, Спрејтлер је имала споредну улогу у натприродном хорору Амитивил: Буђење (2017), а након тога и главну улогу у хорор комедији Леприкон 8: Повратак Леприкона, где је тумачила ћерку Џенифер Анистон.

## Филмографија
| Улоге Матилде Лац |                                          |               |                |                        |
| Година            | Српски назив                             | Изворни назив | Улога          | Напомена               |
| 2005.             | Ред и закон: Одељење за специјалне жртве |               | Клои Селерс    | ТВ серија, 1 епизода   |
| 2009−2010.        | Дани наших живота                        |               | Мија Макормик  | ТВ серија, 139 епизода |
| 2010−2015.        | Мелиса и Џој                             |               | Ленокс Скањон  | ТВ серија, 104 епизоде |
| 2012.             | Ред и закон: Одељење за специјалне жртве |               | Тејлор Калферс | ТВ серија, 1 епизода   |
| 2015.             | Боунс                                    |               | Кортни Ходсол  | ТВ серија, 1 епизода   |
| 2015.             | Злочиначки умови                         |               | Рајли Дезарио  | ТВ серија, 1 епизода   |
| 2015.             | Девојка на ивици                         |               | Хана Грин      |                        |
| 2015.             | Уобичајено                               |               | Мија           | ТВ серија, 6 епизода   |
| 2016−2018.        | Кевин може да чека                       |               | Ленокс Скањон  | ТВ серија, 48 епизода  |
| 2017.             | Амитивил: Буђење                         |               | Мариса         |                        |
| 2018.             | Леприкон 8: Повратак Леприкона           |               | Лајла Џенкинс  |                        |
| 2020−2021.        | Млади Шелдон                             |               | Сем            | ТВ серија, 3 епизоде   |